# ريك روزنتال
ريك روزنتال (بالإنجليزية: Rick Rosenthal)‏ هو كاتب سيناريو وكاتب ومخرج وممثل أمريكي، ولد في 15 يونيو 1949 بنيويورك في الولايات المتحدة.

## أعمال

### أفلام
- (1981) هالوين 2

## وصلات خارجية
- ريك روزنتال على موقع IMDb (الإنجليزية)
- ريك روزنتال على موقع ألو سيني (الفرنسية)
- ريك روزنتال على موقع تيرنر كلاسيك موفيز (الإنجليزية)
- ريك روزنتال على موقع أول موفي (الإنجليزية)
- ريك روزنتال على موقع قاعدة بيانات برودواي على الإنترنت (الإنجليزية)
- ريك روزنتال على موقع قاعدة بيانات الأفلام السويدية (السويدية)
- ريك روزنتال على موقع إن إن دي بي (الإنجليزية)
- ريك روزنتال على موقع قاعدة بيانات الفيلم (الإنجليزية)
- ريك روزنتال على موقع كينوبويسك (الروسية)
- ريك روزنتال على موقع كينوبويسك (الروسية)